# Айос, Моника
Моника Айос (исп. Mónica Ayos, род. 19 июня 1972 года) ― аргентинская актриса.

## Ранние годы
Моника Айос Крамер родилась 19 июня 1972 года в Буэнос-Айресе. Её родители — танцоры Виктор Айос и Моника Крамер. Поскольку они часто уезжали из страны в танцевальные туры, девочка жила со своей бабушкой в Мар-дель-Плата и посещала местную начальную школу. Она вернулась в Буэнос-Айрес и училась в средней школе в Сан-Тельмо. В возрасте 12 лет она попробовала себя в качестве актрисы. Затем в возрасте 16 лет посетила Чили. 

## Карьера
После нескольких кастингов Айос получила роли в сериалах: «Семья Бенвенуто», «Мой шурин» и «Оранжевый и средний». Она работала на канале 9 в полночь. Так же появилась в эпизоде сериала "Дикий ангел" в 95 серии на дискотеке. Вскоре покинула программу и стала актрисой.
Её первые главные роли на телевидении состоялись на канале Telefe. В 2001 году она снялась в сериале «Влюбленные в танго». За свою работу она была номинирована на премию Мартина Фиерро как лучшая актриса. Продюсер Себастьян Борестейн дал ей роль в сериале «Окончательное время». В 2006 году она переехала в Эль-Трече и снялась в сериале «Ты — моя жизнь» с Натальей Орейро и Факундо Арана в главных ролях, который транслировался в нескольких странах. Она снова была номинирована на премию Мартина Фиерро как лучшая актриса. Моника также сыграла в драме «Женщины-убийцы» и комедии «Из любви к тебе».
Продюсер Сальвадор Мехиа предложил ей сыграть злодейку в теленовелле «Триумф любви». Айос отклонила другие предложения, которые у неё были в Буэнос-Айресе и присоединилась к актёрскому составу мексиканской теленовеллы. В 2014 году она появилась в драматическом мексиканском сериале «Как говорится», где она сыграла Норму Итурбиде. В следующем году она сыграла Валерию Мондрагон в теленовелле «Лучше умереть, чем быть как Личита», спродюсированной Рози Окампо для Televisa. В 2016 году она снялась в сериале «Амазонки», в роли сестер-близнецов Дианы Марии и Дианы Элизы Сантос, одна из которых была матерью главных героинь.

## Личная жизнь
У неё есть сын от чилийца, с которым она рассталась несколько месяцев спустя и воспитывала сына как мать-одиночка.
В 2002 году она вышла замуж за актёра Диего Оливера, у них родилась дочь.